# HD 23508
HD 23508，又名CD-41 1119，SAO 216459、HR 1157，是一颗恒星，视星等为6.45，位于銀經245.19，銀緯-52.14，其B1900.0坐标为赤經3h 40m 34s，赤緯-40° -52.14′ 22″。